# Drets humans
|  | Aquest article tracta sobre els drets humans. Si cerqueu la Declaració de l'ONU de 1948, vegeu «Declaració Universal dels Drets Humans». |

Els drets humans es defineixen generalment com aquelles llibertats, facultats, institucions o reivindicacions bàsiques que corresponen a tota persona pel simple fet de la seva condició humana, per tal de garantir-li una vida digna. Aquests drets es posseeixen independentment de quina sigui la situació legal o jurídica del país o regió en el que habita i de factors com l'estatus, l'ètnia, la nacionalitat o qualsevol altra circumstància de l'individu en qüestió.
D'ençà a finals del segle xviii es comença a concretar que els drets humans són inalienables i inherents a la persona. No poden ser concedits, limitats, canviats o venuts i tan sols poden ser assegurats o violats.
De forma legal, els drets humans queden recollits en l'ordenació legal de molts països, així com en diversos tractats internacionals, el més important dels quals és la Declaració Universal dels Drets Humans. A més, en la majoria de països avançats, els drets humans són una base ètica i moral al voltant de la qual es pretén construir l'ordre geopolític de la societat moderna, al marge de qualsevol altra consideració legal.
Els drets humans són i han estat objecte d'estudi per part de diversos corrents filosòfics i polítics al llarg de la història, com el dret natural, el racionalisme o el positivisme.

## Origen cultural

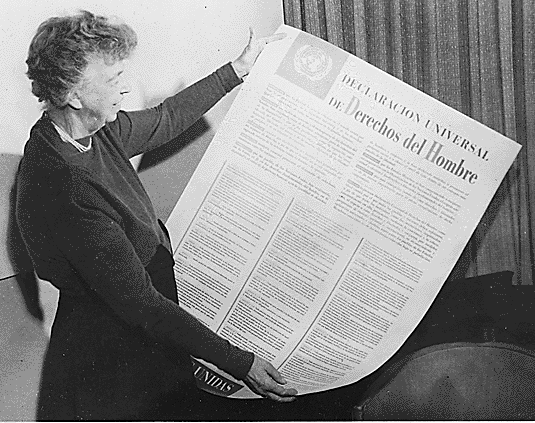
Eleanor Roosevelt i la Declaració Universal dels Drets Humans de les Nacions Unides

Existeix un important debat sobre l'origen cultural dels drets humans. Generalment es considera que tenen la seva arrel en la cultura occidental moderna, però hi ha almenys dues postures principals més. Alguns afirmen que totes les cultures posseeixen visions de dignitat que es plasmen en forma de drets humans, i fan referència a proclamacions com la Carta de Comandament, de 1222, declaració fundacional de l'Imperi de Mali. No obstant això, ni en japonès ni en sànscrit clàssic, per exemple, va existir el terme dret fins que es van produir contactes amb la cultura occidental, ja que aquestes cultures han posat tradicionalment l'accent en els deures. També hi ha qui consideren que Occident no ha creat la idea ni el concepte de drets humans, encara que sí una manera concreta de sistematitzar, una discussió progressiva i el projecte d'una filosofia dels drets humans.
Les teories que defensen l'universalisme dels drets humans se solen contraposar al relativisme cultural, que afirma la validesa de tots els sistemes culturals i la impossibilitat de qualsevol valoració absoluta des d'un marc extern, que en aquest cas serien els drets humans universals.
Entre aquestes dues postures extremes se situa una gamma de posicions intermèdies. Moltes declaracions de drets humans emeses per organitzacions internacionals regionals posen un accent més o menys en l'aspecte cultural i donen més importància a determinats drets d'acord amb la seva trajectòria històrica. L'Organització per a la Unitat Africana va proclamar a 1981 la Carta Africana de Drets Humans i dels Pobles, que recollia principis de la Declaració Universal de 1948 i afegia altres que tradicionalment s'havien negat a l'Àfrica, com el dret de lliure determinació o el deure dels Estats d'eliminar totes les formes d'explotació econòmica estrangera. Més tard, els Estats africans que van acordar la Declaració de Tunísia, el 6 de novembre de 1993, van afirmar que no pot prescriure un model determinat a nivell universal, ja que no poden desatendre les realitats històriques i culturals de cada nació i les tradicions, normes i valors de cada poble. En una línia similar es pronuncien la Declaració de Bangkok, emesa per països asiàtics el 23 d'abril de 1993, i la Declaració del Caire sobre drets humans en l'Islam, signada per l'Organització de la Conferència Islàmica el 5 d'agost de 1990.
També la visió occidental-capitalista dels drets humans, centrada en els drets civils i polítics es va oposar sovint durant la Guerra Freda, destacant en el si de Nacions Unides, a la del bloc socialista, que privilegiava els drets econòmics, socials i culturals i la satisfacció de les necessitats.

## Història
L'evolució dels drets humans ha sigut descrita com una sèrie de fases:
- Procés de positivització: deriva dels plantejaments del iusnaturalisme racionalista.
- Procés de generalització: és la conseqüència de la persecució de la igualtat, establerta en el model americà i de la Declaració Francesa.
- Procés d'internacionalització: és l'oposició als ordenaments estatals que es limita a un espai finit.
- Procés d'especificació: és el pas gradual de determinar als titulars dels drets.

### Edat antiga

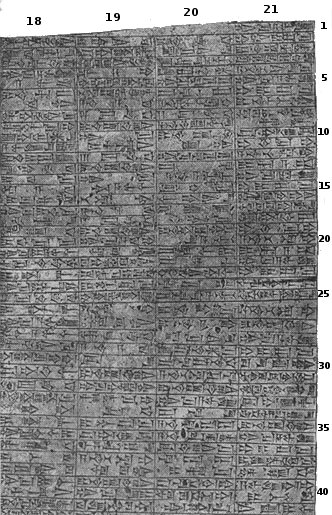
Imatge del Codi d'Hammurabi, del segle XVII aC.

El concepte de drets humans tal com el coneixem avui en dia, té les seves arrels en la cultura occidental moderna, concretament del moviment conegut com a Il·lustració. No obstant això, cal destacar que la majoria de cultures tenen i han tingut al llarg de la història diversos conceptes similars que es concentren al voltant de la idea de la dignitat de la persona en tant que ésser humà.
Alguns estudis consideren que qualsevol document sobre lleis generals acaba parlant indirectament dels drets humans. En aquest sentit, un dels primers exemples seria el Codi d'Hammurabi, datat del 1760 aC. Es tracta d'una mena de codi penal primitiu on s'inclouen lleis i normes de conducta així com el càstig a aplicar si aquestes eren infringides. El codi legisla sobre una gran varietat de temes, incloent-hi els drets de la dona, dels infants o dels esclaus.

Altres autors creuen que fins a la Civilització persa, al segle vi aC, no es pot parlar d'aquest concepte con un principi general, més enllà de lleis concretes. 

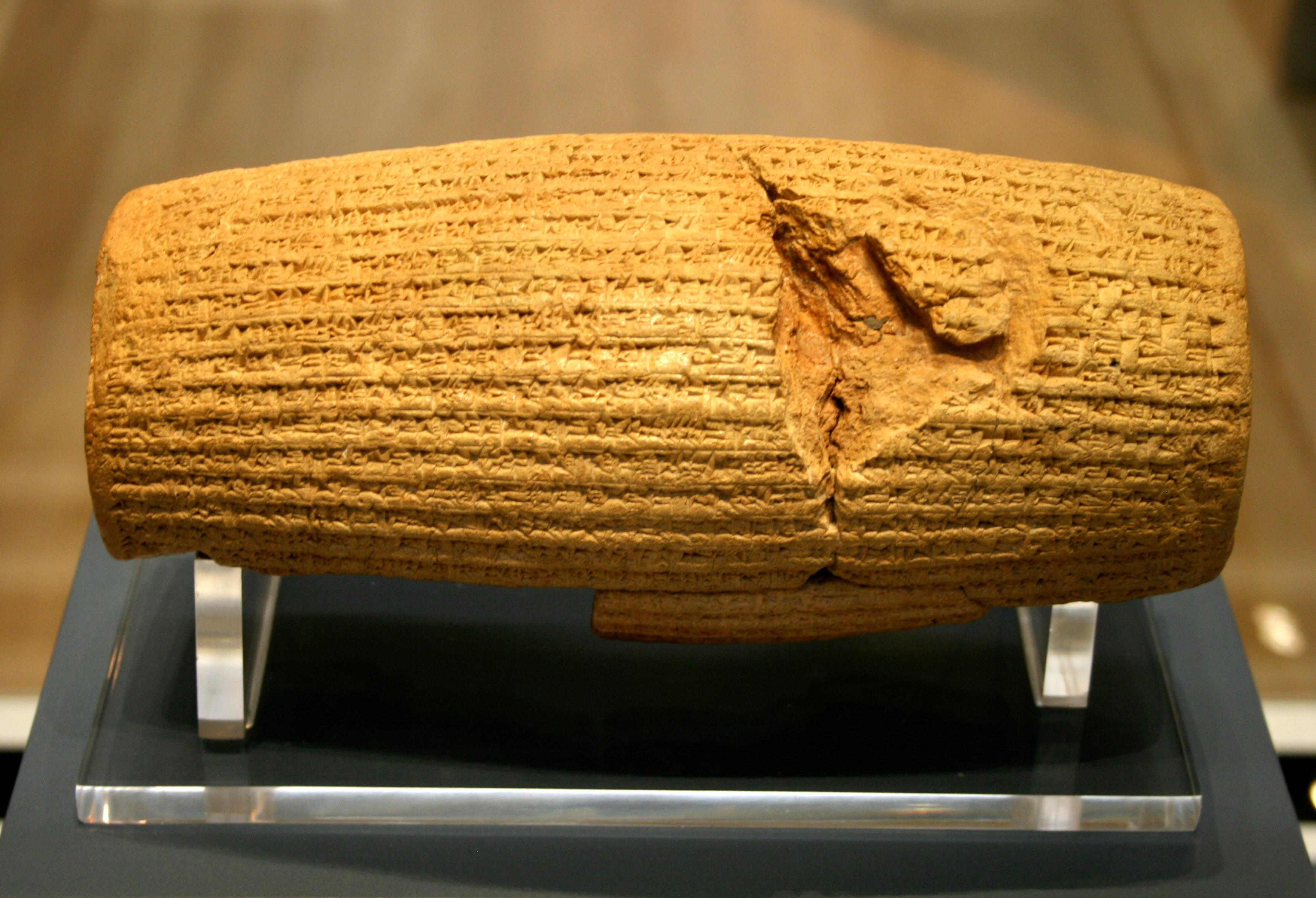
El cilindre de Cir data del.

En efecte fou sota el regnat del rei persa Cir II el Gran que es creà un document anomenat el Cilindre de Cir. Aquest va ser descobert el 1879, i és reconegut per a molts historiadors com el primer document sobre drets humans de la història.
El cilindre proclama la Llibertat religiosa per a tots els ciutadans de l'imperi, alhora que aboleix l'esclavitud. Aquesta proclamació converteix l'imperi Persa en una de les institucions més avançades de l'època, atorgant a tots els grups ètnics els mateixos drets i donant un tractament igualitari a homes i a dones. El cilindre documenta també la protecció de drets com la llibertat, la seguretat, la llibertat de moviment o el dret a la propietat, així com altres drets socials.
Però la interpretació dels cilindres com una Carta dels drets humans ha estat criticada per molts estudiosos i considerada com a propaganda política per part del règim de Mohammad Reza Pahlavi. L'historiador alemany Josef Wiesehöfer comenta que la imatge de ”Cir com a gran defensor de la política de l'ONU sobre drets humans ... és tan sols un fantasma com l'humà i il·luminat Xa de Pèrsia”.

### Edat moderna
Més endavant, el 1215 trobem a Anglaterra el que podria ser el precedent dels règims constitucionals en la Carta Magna, un document firmat pel rei Joan sense terra davant la pressió de l'aristocràcia. El document garantia una sèrie de drets com l'habeas corpus i una regulació de la jurisprudència i dels poders del monarca, que fins aleshores eren absoluts. També s'hi introdueix la llibertat religiosa i política. Es tracta d'un fet històric a Europa.

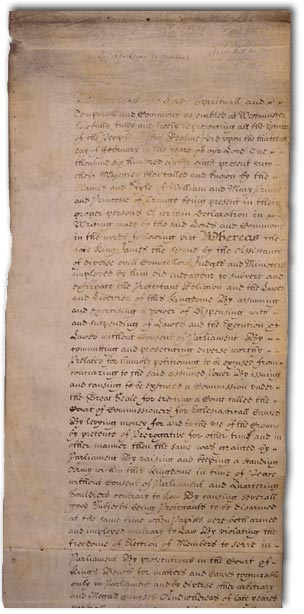
La carta de drets de 1689.

L'any 1689 va ocórrer un fet similar quan el Parlament d'Anglaterra va obligar el príncep Guillem I d'Orange-Nassau a firmar un document que es va anomenar la carta de drets (Bill of Rights). És un tractat que està generalment acceptat com l'antecedent immediat de moltes altres declaracions modernes, entre elles la Declaració d'Independència dels Estats Units d'Amèrica, la Declaració dels Drets de l'Home i del Ciutadà i fins i tot la Declaració Universal dels Drets Humans. El document servirà fonamentalment per retornar al parlament moltes de les seves funcions originals que havien estat debilitades o usurpades per la monarquia absolutista.

### Edat contemporània
La Declaració de drets de Virgínia o la Declaració dels Drets de l'Home i del Ciutadà són dos nous tractats que se sustentarien sobre la base de la carta de drets anglesa. Ambdues es produeixen en períodes històrics transcendentals, com són la Guerra de la Independència dels Estats Units i la Revolució Francesa.
La Declaració de drets de Virgínia es proclamà el 12 de juny de 1776 durant la Convenció de Virgínia. És considerada la primera declaració de drets de l'època moderna i va resultar molt influent en el redactat de la Declaració d'Independència dels Estats Units d'Amèrica el 4 de juliol del mateix any.

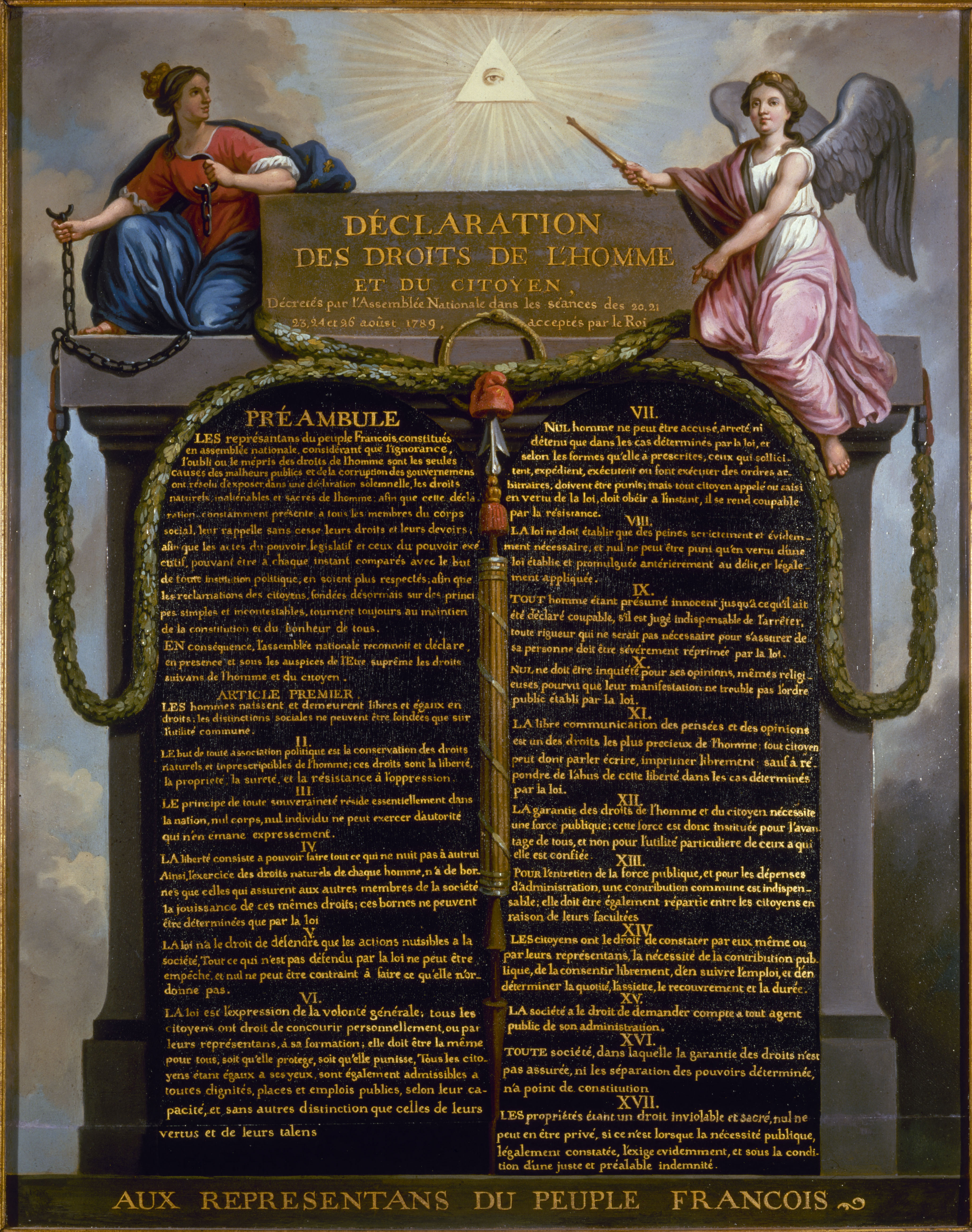
Il·lustració de la Declaració dels Drets de l'Home i del Ciutadà.

La Declaració dels Drets de l'Home i del Ciutadà és una declaració de principis adoptada per l'Assemblea Constituent de França proclamada en 26 d'agost de 1789 i que serviria com a prefaci per a la futura constitució de 1791. Es tracta d'un document avançat al seu temps, que parla dels drets naturals, inalienables i sagrats de l'home i que assegura que a ignorància, la negligència o el menyspreu dels drets humans són les úniques causes de calamitats públiques i de la corrupció dels governs. No obstant això, no parlava de les dones, a les quals (malgrat que posteriorment es volgué ampliar la definició) no se les incloïa com a ciutadanes de ple dret, fet que frustrà les esperances que aquestes havien posat en la Revolució Francesa.
Després de la Segona Guerra Mundial, en resposta a la gran barbàrie comesa, l'ONU començà a treballar en un document que intenti, per primer cop a la història, limitar el poder dels estats en favor d'una universalització dels drets humans per tal d'establir un nou ordre mundial. El tractat es firmà el 10 de desembre de 1948. L'ONU va recomanar que el text fos distribuït, comentat i discutit a les escoles de tot el món, volent establir les bases del que s'anomena actualment Educació en drets humans. Per tal de protegir i vetllar pel compliment de la declaració, s'han establert diverses institucions, com el Tribunal Europeu de Drets Humans el 1998 a Europa (que té també el seu equivalent a Amèrica i a l'Àfrica) o el Consell de Drets Humans de les Nacions Unides el 2006.

## Validesa i universalitat dels drets humans
Les teories que defensen la universalitat dels drets humans, se solen contraposar al relativisme cultural, doctrina que afirma la validesa de tots els sistemes culturals i la impossibilitat d'establir un sistema absolut de valoració. Segons aquesta teoria és impossible doncs establir un codi o drets universals per a totes les cultures del món. Segons aquesta teoria pràctiques com l'ablació genital femenina, no podrien ser regulades per cap ingerència externa amb voluntat universalitzadora. Val a dir que es tracta d'una postura molt extremista que troba però diferents matisos al llarg de la història.
L'any 1981, l'Organització per a la Unitat Africana, proclamà la Carta Africana de Drets Humans i dels Pobles, que recull principis de la Declaració Universal dels Drets Humans i en recull de nous, fonamentalment dirigits als pobles, com el Dret a l'autodeterminació (que tradicionalment s'havia negat a la majoria d'estats africans) o el deure d'eliminar totes les formes de dominació estrangera.
Dins de les cultures polítiques liberals modernes, els drets humans bàsics són definits com aquells que poden ser sostinguts en una societat que segueixi les dues següents regles bàsiques: 
- Tots els individus haurien de poder actuar de la forma que triïn sempre que al fer-lo no privin a altres individus del mateix dret.
- Tots els individus han de prendre responsabilitat per les conseqüències dels seus actes.

Malauradament, diversos tipus d'extremismes creen dificultats per a això, ja sigui no reconeixent els drets en general, o simplement ometent alguns dels drets per tal de promoure el seu propi punt de vista. Per tant, l'universalisme en els drets sembla pressuposar liberalisme, un acostament tolerant i no extrem.
La cultura islàmica ha recollit de vegades crítiques a la Declaració Universal dels Drets Humans, que va ser titllada per l'ambaixador iranià a l'ONU de ser una interpretació secular de la tradició judeocristiana que entrava directament en contradicció amb la tradició islàmica. Altres països asiàtics també s'han posicionat de vegades en contra de la carta, per considerar que els valors orientals i els occidentals són força diferents, valorant sovint com a positiva una omissió a certes llibertats individuals en favor de l'estabilitat i governabilitat d'un país.
Durant la Guerra Freda, en el si de les Nacions Unides, sorgiren diverses tibantors entre els anomenats blocs capitalista i socialista per la seva visió diferent de la realitat dels drets humans. Mentre que els primers donaven més valor a les llibertats individuals i els drets civils i polítics, els segons sostenien la necessitat de valorar els drets socials, econòmics i culturals.
La idea del liberalisme es contraposà doncs a les idees marxistes que sorgiren a principis del segle xx com la Lluita de classes, sorgides com a resposta a les pèssimes condicions de vida de la massa obrera. En aquest context es demanaren nous drets que anteriorment no havien estat contemplats, com el dret a vaga o la prohibició del treball infantil i es reclamà una intervenció directa de l'Estat per tal de solucionar aquesta sèrie de necessitats.
| «                                         | La llibertat total pot ser terrible, la igualtat total pot ser igual d'aterridora. | » |
| — Isaiah Berlin, defensor del liberalisme |                                                                                    |   |

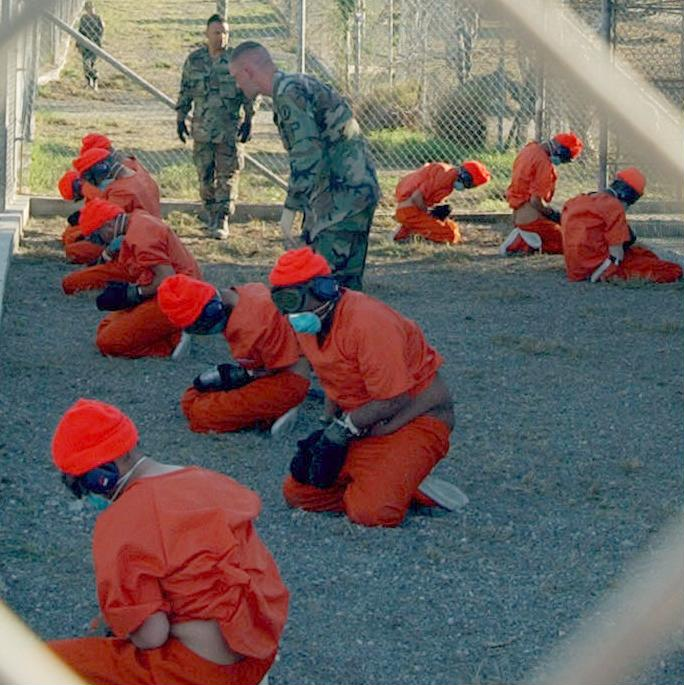
Presoners retinguts il·legalment al centre de detenció de Guantánamo.

Sovint els drets humans han estat també ignorats en favor de l'anomenada Seguretat Nacional. La mateixa ONU ha reconegut de vegades que alguns drets humans poden ser obviats o limitats de forma transitòria en casos greus d'emergència nacional. Aquests no són mai els drets bàsics com el dret a la vida o a no ser torturat, regulats per la Convenció de Ginebra i ha de ser de forma estrictament temporal i sota unes condicions molt determinades.
Les violacions en els drets humans es produeixen quan algun agent estatal o no estatal no respecta algun dels punts de la Declaració Universal dels Drets Humans. En aquests casos el Consell de Seguretat de l'ONU esdevé l'organisme responsable de discernir aquesta falta i d'establir, si s'escau, responsabilitats. Altres organitzacions no governamentals com Amnistia Internacional o Human Rights Watch vetllen també per al compliment dels drets humans a tot el món.

## Aspectes institucionals i jurídics

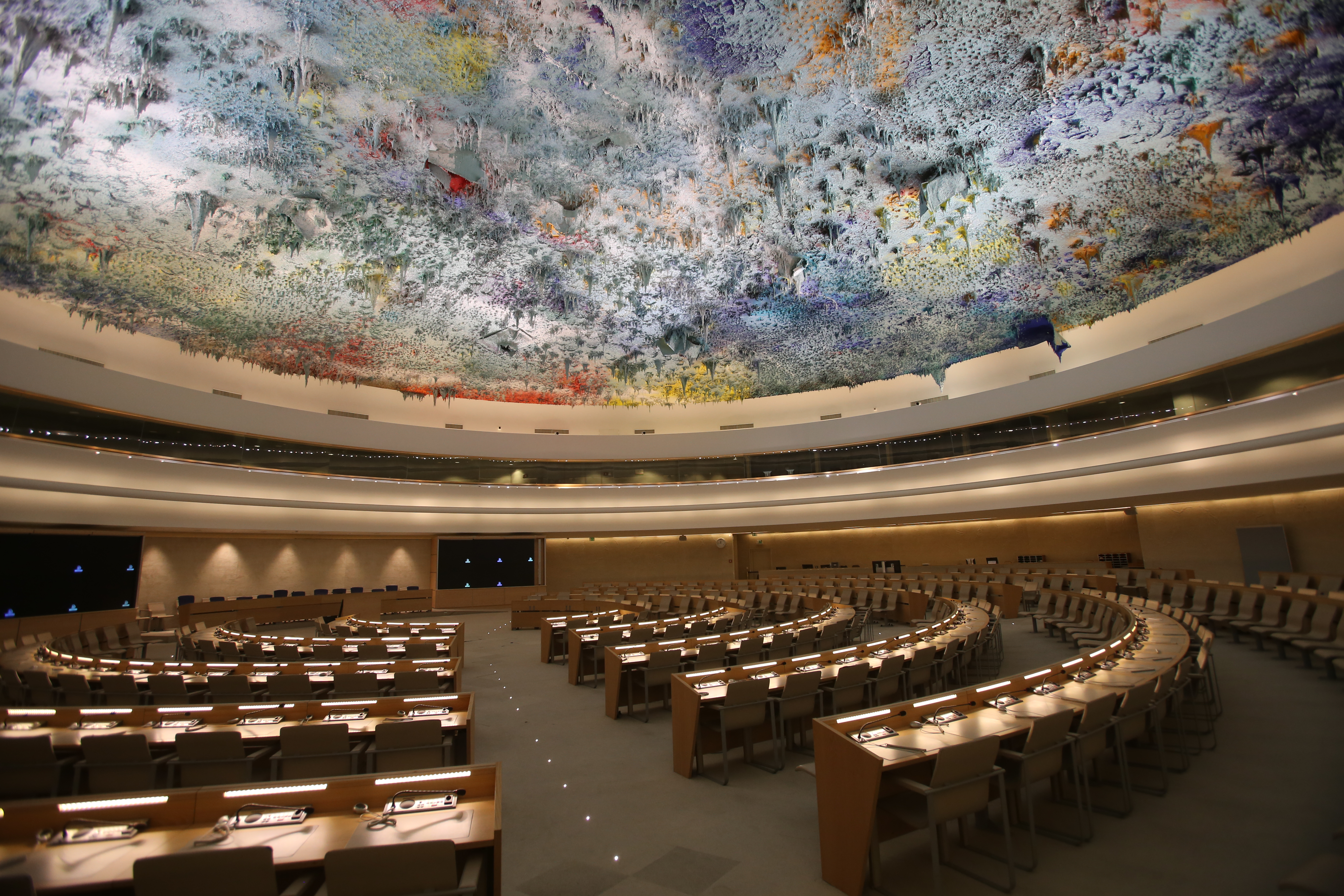
Sala dels Drets Humans i de l'Aliança de Civilitzacions del Palau de les Nacions, Ginebra (Suïssa). És la sala de reunions del Consell de Drets Humans de les Nacions Unides.

Els drets humans tenen una creixent força jurídica, en tant que s'integren en les constitucions i, en general, en l'ordenament jurídic dels Estats. També, en l'àmbit de la comunitat internacional, pel seu reconeixement en nombrosos tractats internacionals, tant de caràcter general com sectorial; universal i regional, i per la creació d'òrgans jurisdiccionals, quasi-jurisdiccionals o d'un altre tipus per la seva defensa, promoció i garantia.
A més, degut a la seva acceptació, diversos drets humans es consideren part del Dret internacional consuetudinari i alguns fins i tot normes de ius cogens , tal com han afirmat òrgans internacionals com el Comitè de Drets Humans o el Tribunal Internacional de Justícia. Entre ells es troben la prohibició de la tortura i de la privació arbitrària de la vida o l'accés a unes mínimes garanties processals i la prohibició de detenció arbitrària.

### Drets humans i drets constitucionals
És important diferenciar i no confondre els drets humans amb els drets constitucionals. Encara que generalment els drets humans se solen recollir dins els drets constitucionals, no sempre coincideixen. Per determinar quins drets són "constitucionals" n'hi ha prou de recórrer al catàleg de drets reconeguts per les constitucions polítiques dels estats; el concepte de "drets humans" pertany més aviat a l'àmbit de la Filosofia del Dret.
La relació entre ambdós conceptes ha estat estudiada per nombrosos autors i és problemàtica. D'entre els que reconeixen la virtualitat del concepte de drets humans, les teories jusnaturalistes consideren que l'existència dels drets humans és independent del seu reconeixement com a drets constitucionals. Per a alguns autors, com Francisco Laporta, hi hauria un petit nombre de drets humans bàsics, dels que es derivarien dels drets constitucionals més concrets.
Per la seva banda, per les teories dualistes, les que atorguen importància tant al fonament moral dels drets com a la seva positivació, els conceptes de drets humans i drets constitucionals tindrien un contingut equivalent. Luigi Ferrajoli considera, en la seva teoria del garantisme jurídic, que, essent els drets constitucionals o fonamentals dels reconeguts a la Carta Magna dels Estats, els drets humans són aquells que es reconeixen a tots, independentment de la seva ciutadania i la seva capacitat d'obrar: la constitució d'un país, per exemple, pot atorgar drets als seus ciutadans que no abastin als no nacionals (per exemple, el dret al vot). En aquest cas es tractaria de drets constitucionals que es reconeixen al ciutadà, però no podrien ser drets humans si no es reconeix a totes les persones siguin de la condició que siguin.

## Classificació
Existeixen diverses formes de classificar els drets humans.
Una de les més conegudes és la de les tres generacions, en la qual es pren en compte la seva protecció progressiva. Fou establerta per primer cop per Karel Vasak l'any 1979, associant cadascuna de les tres generacions amb els tres valors de la Revolució Francesa, Llibertat, igualtat, fraternitat.

### Primera generació
Es refereix als drets civils i polítics, també denominats "llibertats clàssiques". Van ser el primer tipus a ser exigits i formulats pel poble durant la Revolució Francesa (en l'Assemblea Nacional) i uns anys abans en la Declaració d'Independència dels Estats Units d'Amèrica. Aquest primer grup el constitueixen els reclams que van motivar els principals moviments revolucionaris en diverses parts del món a la fi del segle xviii. Com a resultat d'aquestes lluites, aquestes exigències van ser consagrades com autèntics drets i difosos internacionalment, i varen ser plasmats en els articles 3 a 21 de la Declaració Universal dels Drets Humans. Alguns d'aquest són:
- Article 1. Tota persona té drets i llibertats fonamentals sense distinció de raça, color, sexe, idioma, posició social o econòmica.
- Article 2. Tot individu té dret a la vida, a la llibertat i a la seguretat jurídica.
- Article 3. Els homes i les dones posseeixen els mateixos drets.
- Article 4. Ningú no estarà sotmès a esclavitud o servitud.
- Article 5. Ningú no serà sotmès a tortures ni a penes o tractes cruels, inhumans o degradants, ni se li podrà ocasionar dany físic, psíquic o moral.
- Article 6. Ningú no pot ser molestat arbitràriament en la seva vida privada, familiar, domicili o correspondència, ni sofrir atacs a la seva honra o reputació.
- Article 7. Tota persona té dret a circular lliurement i a triar la seva residència.
- Article 8. Tota persona té dret a una nacionalitat.
- Article 9. Ningú no podrà ser arbitràriament ni detingut, ni pres ni desterrat.
- Article 10. Els homes i les dones tenen dret a casar-se i a decidir el nombre de fills que desitgen.
- Article 11. Tot individu té dret a la llibertat de pensament i de religió.
- Article 12. Tot individu té dret a la llibertat d'opinió i expressió d'idees.
- Article 13. Tota persona té dret a la llibertat de reunió i d'associació pacífica.

### Segona generació
La constitueixen els drets econòmics, socials i culturals, a causa dels quals, l'Estat de Dret passa a una etapa superior, és a dir, a un estat social de dret. D'aquí el sorgir del constitucionalisme social que enfronta l'exigència que els drets socials i econòmics, descrits en les normes constitucionals, siguin realment accessibles i gaudibles. Es demanda un Estat de Benestar que implementi accions, programes i estratègies, a fi d'assolir que les persones els gaudeixin de manera efectiva, i són:
- Article 14. Tota persona té dret a la seguretat social i a obtenir la satisfacció dels drets econòmics, socials i culturals.
- Article 15. Tota persona té dret al treball en condicions equitatives i satisfactòries.
- Article 16. Tota persona té dret a formar sindicats per a la defensa dels seus interessos.
- Article 17. Tota persona té dret a un nivell de vida adequat que li asseguri a ella i a la seva família la salut, alimentació, vestit, habitatge, assistència mèdica i els serveis socials necessaris.
- Article 18. Tota persona té dret a la salut física i mental.
- Article 19. Durant la maternitat i la infància tota persona té dret a cures i assistència especials.
- Article 20. Tota persona té dret a l'educació en les seves diverses modalitats.
- Article 21. L'educació primària i secundària és obligatòria i gratuïta.

Neixen a partir de la lluita obrera dels segles XIX i XX, i són reconeguts per primera vegada a la Declaració Universal dels Drets Humans realitzada per Nacions Unides l'any 1948.

### Tercera generació
Aquest grup va ser promogut a partir de la dècada dels setanta per a incentivar el progrés social i elevar el nivell de vida de tots els pobles, en un marc de respecte i col·laboració entre les distintes nacions de la comunitat internacional. Entre altres, destaquen els relacionats amb: 
- Article 22. L'autodeterminació (independència econòmica i política).
- Article 23. La identitat nacional i cultural.
- Article 24. La pau.
- Article 25. La coexistència pacífica.
- Article 26. L'enteniment i confiança.
- Article 27. La cooperació internacional i regional.
- Article 28. La justícia internacional.
- Article 29. L'ús dels avanços de les ciències i la tecnologia.
- Article 30. La solució dels problemes alimentaris, demogràfics, educatius i ecològics.
- Article 31. El medi ambient.
- Article 32. El patrimoni comú de la humanitat.
- Article 33. El desenvolupament que permeti una vida digna.

Una altra manera de classificar els drets humans, proposada per Alfred-Maurice de Zayas, els divideix segons la seva funció dins el sistema. Per tant, els divideix en:
- drets habilitants: són aquells que permeten cobrir les necessitats bàsiques, com ara el dret a l'alimentació o l'habitatge o el dret a la pau (ja que la guerra impedeix la vida)
- drets immanents: aquells que té l'ésser humà pel fet de ser-ho, com el dret a la igualtat o la llibertat
- drets instrumentals: els drets que permeten assolir el potencial propi, com el dret a l'educació, al lleure o a la lliure reunió
- drets resultants: els que es lliguen a la identitat individual com el dret a la privadesa

## Comerç
Malgrat que tant la Declaració Universal dels Drets Humans com el Pacte Internacional de Drets Econòmics, Socials i Culturals posen èmfasi en la importància del dret al treball, però cap dels documents esmenta explícitament al comerç com a mecanisme per assegurar aquest dret fonamental. I, tanmateix, el comerç té un important paper com a generador d'ocupació.
Alguns experts argumenten que el comerç és inherent a la naturalesa humana i que, quan els governs inhibeixen el comerç internacional, estan indirectament inhibint el dret al treball i altres beneficis indirectes com el dret a l'educació que l'augment en ocupació i inversió ajuda a aconseguir.
Altres argumenten que la possibilitat de comerciar no afecta a tots de la mateixa manera, moltes vegades, grups marginats com pobres rurals, indígenes i dones tenen menys probabilitat d'accedir als beneficis del comerç.
Altres pensen que ja no són els individus els que comercien sinó les companyies i, per tant, no es pot garantir com a dret humà. A més, tractant d'afegir conceptes sota el paraigua del que es considera dret humà, pot diluir la seva importància. Finalment, és difícil definir el dret al comerç com "just", ja que tots els règims creen "guanyadors" i "perdedors" i canviar les regles només genera perdedors diferents, no necessàriament menys.